# Legio III Isaura

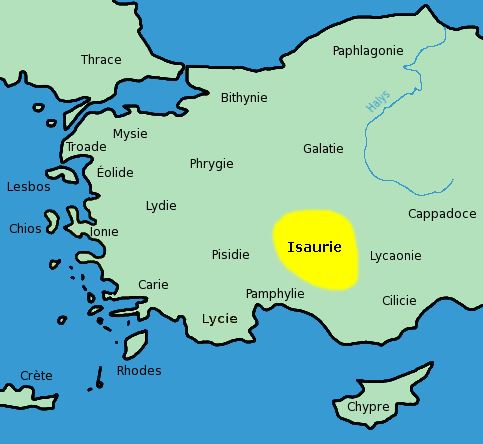
Mapa con el lugar donde fue destacada la Legio III Isaura en amarillo.

Legio III Isaura fue una legión romana pseudocomitatensis, que fue objeto de leva en época no posterior a Diocleciano, y posiblemente ya presente con Probo. Como sugiere su nombre, la III Isaura y su legión gemela II Isaura estuvieron guardando el territorio de Isauria en la época de la Notitia Dignitatum (comienzos del siglo V), para defenderla de las incursiones de los pueblos montañeros. Es posible que al comienzo estuvieran apoyados por la I Isaura Sagittaria.